# Brossasco
Brossasco (piemontiul: Brossasch) település Olaszországban, Piemont régióban, Cuneo megyében. Lakosainak száma 993 fő (2023. január 1.). Brossasco Frassino, Gambasca, Isasca, Martiniana Po, Melle, Sampeyre, Sanfront, Busca és Venasca községekkel határos.

## Népesség
A település népessége az elmúlt években az alábbi módon változott:
| Lakosok száma | 1066 | 1051 | 993  |
|               | 2017 | 2018 | 2023 |